# Corba modular clàssica
En teoria de nombres, la corba modular clàssica és una corba algebraica plana irreductible definida per una equació
Φn(x, y)=0,
on per al j-invariant j(τ;), 
x=j(n τ), y=j(τ)
és un punt en la corba. La corba s'anomena a vegades X0(n), tanmateix sovint això es fa servir per a la corba algebraica abstracta per a la qual hi ha diversos models. Un objecte relacionat és el polinomi modular clàssic, un polinomi d'una variable definida com a Φn(x, x).

## Geometria de la corba modular

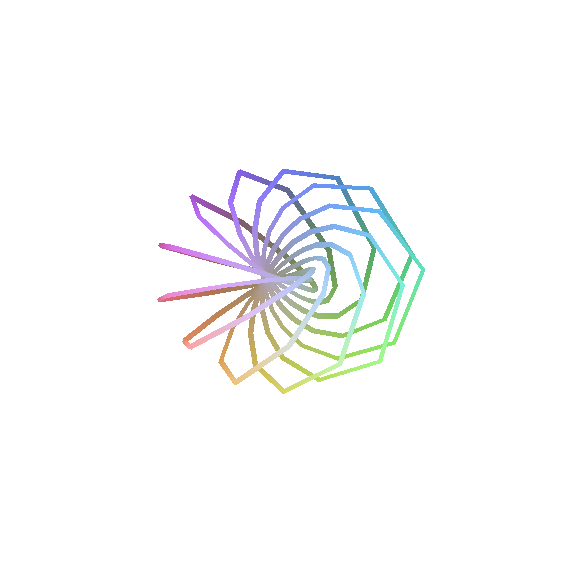
Nus a l'infinit de X_{0}(11)

La corba modular clàssica, que s'anomenarà X0(n), és de grau més gran que o igual a 2n quan n>1, amb la igualtat si i només si n és un nombre primer. El polinomi Φn té coeficients enters i, per tant, està definit sobre qualsevol cos. Tanmateix, els coeficients són prou grans perquè el treball computacional amb la corba pugui ser difícil. Com a polinomi en x amb coeficients en Z[y], té el grau ψ(n), on ψ; és la funció psi de Dedekind. Com que Φn(x, y) = Φn(y, x), X0(n) és simètric respecte de la recta y=x, i té punts singulars en les arrels múltiples del polinomi modular clàssic, on es creua amb si mateix al pla complex. Aquestes no són les úniques singularitats, i en particular quan n>2, hi ha dos singularitats a l'infinit, quan x=0, y=∞ i x=∞, y=0, que tenen només una branca i, per tant, tenen un invariant de nus que és un nus veritable, i no només un enllaç.

## Parametrització de la corba modular
Quan n = 1, 2, 3, 4, 5, 6, 7, 8, 9, 10, 12, 13, 16, 18, o 25, X0(n) té el gènere zero, i per això es pot parametritzar per funcions racionals. L'exemple no trivial més simple és X0(2), on si
{\displaystyle j_{2}(q)=q^{-1}-24+276q-2048q^{2}+11202q^{3}+\cdots =((\eta (q)/\eta (q^{2}))^{24}}
és (tret del terme constant) la sèrie de Mckay-Thompson per a la classe 2B del Grup monstre, i η és la funció eta de Dedekind, llavors
{\displaystyle x={\frac {(j_{2}+256)^{3}}{j_{2}^{2}}},y={\frac {(j_{2}+16)^{3}}{j_{2}}}}
parametritza X0(2) en termes de funcions racionals de j₂. De fet no cal calcular j₂ per fer servir aquesta parametrització; es pot considerar com un paràmetre arbitrari.

## Mapatges
Una corba C sobre els racionals Q tal que existeix un morfisme suprajectiu de X0(n) en C per a alguns n, donat per una aplicació racional amb coeficients enters
φ:X0(n) → C,
és una corba modular. El teorema de modularitat diu que totes les corbes el·líptiques sobre Q són modulars.
Els mapatges també sorgeixen en la connexió amb X0(n), ja que aquests punts corresponen a parells de corbes el·líptiques n-isogènere. Dues corbes el·líptiques són isogenere si hi ha un morfisme de varietats (definides per una aplicació racional) entre les corbes que és també un homomorfisme de grup, respectant la llei de grup en les corbes el·líptiques, i per això que fa correspondre el punt de l'infinit (fent el paper d'identitat de la llei de grup) al punt de l'infinit. Els isogeneres amb nucli cíclic de grau n, els isogenies cíclics, corresponen a punts en X0(n).
Quan X0(n) és de gènere u, ella mateixa serà isomorfa a una corba el·líptica, que tindrà el mateix j-invariant. Per exemple, X0(11) té j-invariant -122023936/161051 = - 21211-5313, i és isomorfa a la corba y²+y = x3-x²-10x-20. Si se substitueix y per aquest valor de j en X0(5), s'obtenen dues arrels racionals i un factor del grau quatre. Les dues arrels racionals corresponen a classes d'isomorfisme de corbes amb coeficients racionals que són 5-isogenies a la corba de dalt, però no isomorfes, tenint un cos de funcions diferent.
Específicament, es tenen els sis punts racionals x=-122023936/161051, y=-4096/11, x=-122023936/161051, y=-52893159101157376/11, i x=-4096/11, y=-52893159101157376/11, més els tres punts que s'obtenen intercanviant x i y, tot en X0(5), que correspon a les sis isogenies entre aquestes tres corbes. Si a la corba y²+y = x3-x²-10x-20 isomorf a X0(11) que se substitueix
{\displaystyle x\mapsto {\frac {x^{5}-2x^{4}+3x^{3}-2x+1}{x^{2}(x-1)^{2}}}}
i
{\displaystyle y\mapsto y-{\frac {(2y+1)(x^{4}+x^{3}-3x^{2}+3x-1)}{x^{3}(x-1)^{3}}}}
i factoritza, es té un factor extern d'una funció racional de x, i la corba {\displaystyle y^{2}+y=x^{3}-x^{2}}, amb j-invariant -4096/11. Per això les dues corbes són modulars del nivell 11, tenen mapatges des de X0(11).
és l-enter n més petit tal que existeix un mapatge racional φ:X0(n) → E., ja que ara se sap que totes les corbes el·líptiques sobre Q són modulars, també se sap que el conductor és simplement el nivell n de la seva parametrització modular mínima.

## Teoria de Galois de la corba modular
La teoria Galois de la corba modular va ser investigada per Erich Hecke. Considerada com a polinomi en x amb coeficients a Z[y], l'equació modular Φ0(n) és un polinomi del grau ψ(n) en x, les arrels del qual generen una extensió de Galois de Q(y). En termes de X0(p) amb p un nombre primer, on la característica del cos no és p, el grup de Galois de
Q(x, y)/Q(y)
és PGL₂(p), el grup lineal projectiu de transformacions fraccionàries lineals de la recta projectiva del cos de p elements, que té p+1 punts, el grau de X0(p).
Aquesta extensió conté una extensió algebraica
{\displaystyle F=\mathbf {Q} \left({\sqrt {(-1)^{\frac {p-1}{2}}p}}\right)}
de Q. Si s'estén el cos de constants pe que esdevingui F, ara es té una extensió amb el grup Galois PSL₂(p), el grup lineal projectiu especial del cos amb p elements, que és un grup simple finit. Especialitzant y a un element específic del cos, es pot, tret d'un conjunt negligible, obtenir una infinitat d'exemples de cossos amb grup Galois PSL₂(p) sobre F, i PGL₂(p) sobre Q.